# 大西博

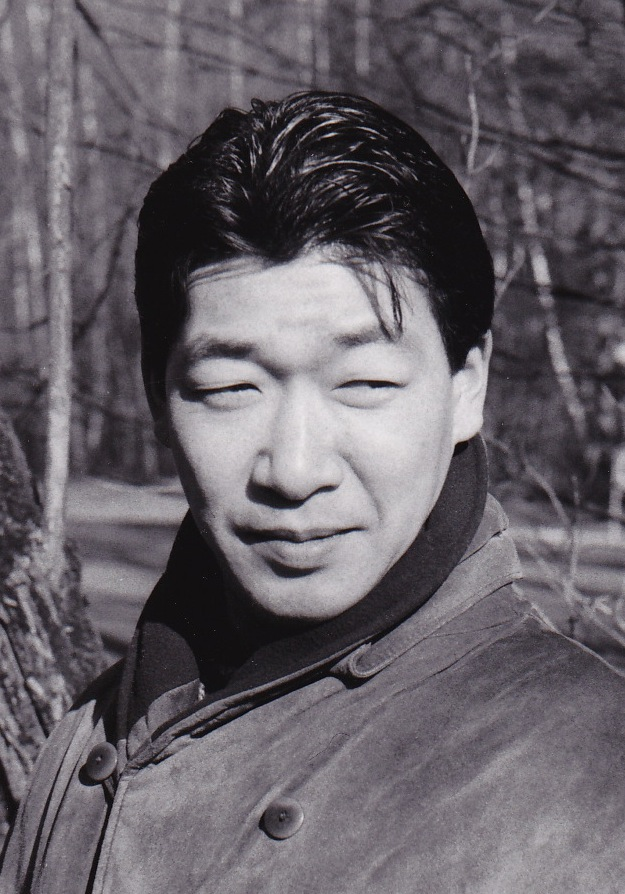
大西 博 (1993)

大西 博（おおにし ひろし、1961年6月18日 - 2011年3月31日）は日本の画家。東京藝術大学准教授を務めた。

## 経歴と作品

### 初期の作品
徳島県池田町で1961年6月18日に生まれ、3歳以降、大阪で育つ。子供時代に彼が西洋文化に目覚める重要な出来事があった。1970年の大阪万博と市川加久－による西洋絵画の指導である。彼が12歳の時、家族と共に東京に転居する。1983年に東京藝術大学を受験し、美術学部絵画科油画専攻に入学。1987年卒業。
1989年東京藝術大学大学院美術研究科油画技法・材料第一研究室修士課程を修了。彼の卒業制作〈鱒〉[1]は、1987年に東京藝術大学が、修士修了制作の〈鮭〉は、1989年に大和銀行が買い上げた。この時期の彼の作品は、ヨーロッパ・ルネサンスの影響を強く受けている。彼の抱く魚や水の概念を人間の姿と一体化して描き、その人間の姿形はアルブレヒト・デューラー（Albrecht Dürer）、あるいはマティアス・グリューネヴァルト（Matthias Grünewald）を思い起こさせる。大学院終了後、油画技法・材料研究室で1年間研究生として務める。

### 壁画家
次の数年間、よりシュールで、表現豊かな油絵を創作した。それと同時に1983年から1992年にかけて壁画家として東京渋谷のデパート、パルコの壁画を手懸ける。後に彼は、この仕事を“会社における活動”と著作の中で記している。デパートの外壁の4.5 ｘ13 mと4.5 x9ｍのスペースに種々の商品広告を描いた。初めは一人で描いていたが、後にこの仕事のために何人かの画家が加わった。

### ドイツ留学
1992年から1997年にかけて、ドイツのニュルンベルク美術大学絵画科ドロホップ研究室でギュンター・ドロホップ（Guenter Dollhopf）に師事する。1996年マイスターシューラー（卒業資格）を授与される。この大学での紙、アクリル、墨、布、顔料などの画材を用いた実験が、後の彼の日本人としてのルーツ探求の仕事につながる。

### 帰国後

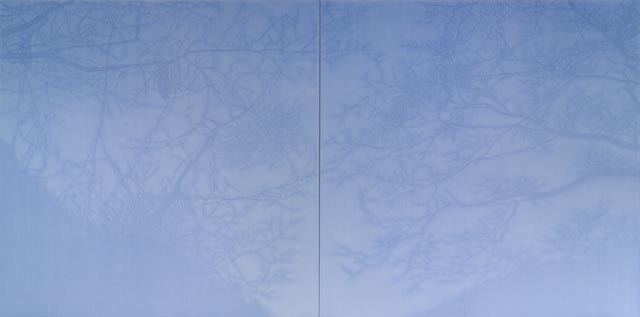
„View of Remembrance I“ (2009). 3,88 x 1,94 m

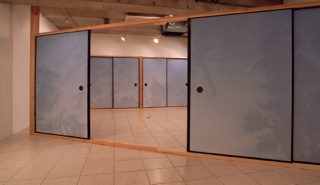
襖絵, 南禅寺, 表参道画廊：　東京, 2011

1998年2月、日本に帰国後、母校の東京藝術大学の助教授を経て、准教授になる。
2003年東京藝術大学アフガニスタン文化支援調査団員に任命され、2度アフガニスタンに赴く。その地でラピスラズリの原石に出会い、その原石を伝統的絵画の顔料として蘇らせる。非常に複雑な工程を経て精製されたこのウルトラマリンの顔料を最初は絵画に、そして後に茶道具の創作のために用いた。画材メーカーのホルベイン株式会社と共同で、上質の発色のよいラピスラズリ水彩絵の具を共同開発した。
東京藝術大学美術学部絵画科油画技法材料研究室准教授として、15世紀イタリアの画家チェンニーノ・チェンニーニが伝えた西暦1300年以来のラピスラズリ顔料の伝統的精製法を学生達に教授した。この絵画技法を用いた素晴らしい展覧会は、彼の最も重要で名誉ある仕事につながる。それは、京都の南禅寺の襖絵をラピスラズリの技法を用いて制作することであり、南禅寺塔頭天授庵の襖絵73枚のうち、12枚を仕上げた。
2011年3月31日、琵琶湖で釣り船転覆水難事故で亡くなる。享年49。

### 回顧作品
2012年3月20日より4月8日まで、種々の作品を集めた展覧会が“大西 博回顧展 幻景”[2]として東京藝術大学大学美術館で開催される。多数の初期の作品に加えてラピスラズリの技法を用いた油絵が出品された。また、ラピスラズリの顔料を焼き付けた30個の茶器などの茶会用道具が、ラピスラズリの顔料を加えて漆を塗布した竹や木のアクセサリーと共に初公開された。
大西の主要なテーマは、東洋絵画と西洋絵画の融合であった。彼の作品の一部は、現在ドイツ在住の未亡人のマルティナ・ワグナー・大西が所有している。

## 展覧会

### 個展
- 1989 　銀座スルガ台画廊(東京)
- 1990　銀座JBCギャラリー(東京)
- 1994　ゴールドファイル（ニュルンベルク）
- 1998　ギャラリー福山(東京)
- 1999　不二画廊(大阪)
- 2000　横浜ガレリアベリーニの丘ギャラリー（神奈川）
- 2002　ギャラリー毛利（東京）
- 2005　ギャラリーオープンドア(東京)
- 2011　表参道画廊(東京)
- 2012　東京藝術大学大学美術館陳列館（東京）

### グループ展
- 1987　東京藝術大学卒業制作展（B.F.A）
- 1989　東京藝術大学修了制作展（M.F.A）
- 1993　グローセクンスト展(ミュンヘン州立近代美術館：　ドイツ)
- 1994　シーボルトと日本展(シーボルト財団、ヴュルツブルク：　ドイツ)
- 1996　ドロホップ研究室展（シュバーバッハ：　ドイツ）
- 1997　東京藝術大学所蔵名品展（東京・大阪・名古屋・京都）
- 1999　回廊の中心にて(横浜ガレリアベリーニの丘ギャラリー：　神奈川) Stop Over 展（ニュルンベルク美術大学：　ドイツ）
- 2002　NEW‘S展（東京藝術大学大学美術館：　東京）
- 2003　芸術工房塾展(妙高赤倉香嶽楼：　新潟)
- 2004　不二画廊。テオ画廊日韓交流展（テオギャラリー：　釜山・韓国）
- 2005　Reflex.　黄金背景テンペラ模写と現代における展開・構築 (東京藝術大学大学美術館：　東京) 同心共存展（韓国工芸館：　青州・韓国）
- 2006　三史展（PICIギャラリー：　ソウル・韓国）水上伝説(水上・水紀行館：　群馬) 日韓交流展(Changwon Gallery：　昌原市；　韓国)
- 2007　油画の具展（東京藝術大学大学美術館：　東京）日韓交流展(京都市文化博物館：　京都)
- 2009　層と内景(表参道画廊：　東京)
- 2010　逸 ITSU ―　Japanese Paintings beyond Tradition (ヒルサイドフォーラム： 東京) SOFA (Park Avenue Armory: ニューヨーク)
- 2011　表参道画廊：　東京「SIX  ESPRITS - 西から」(ギャラリーエム: 長崎) 「伝統　現代　発生」ドローイング展 (東京藝術大学大学美術館:東京)  「鷹見明彦先生のオマージュ展」 (表参道画廊: 東京)
- 2013　 豊福先生の教室陶芸展 (東京藝術大学大学美術館: 東京)
- 2014　「見ること、描くこと」 東京芸術大学油画技法材料研究室とその周緑の作家たち (東京藝術大学大学美術館: 東京)

## 茶会

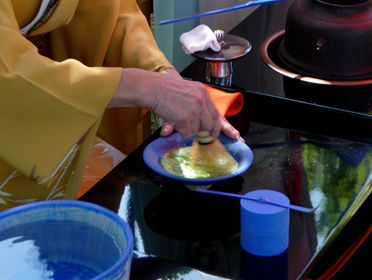
茶会妙高赤倉温泉

2007年10月の東京藝術大学120周年記念の折、「藝大茶会」が４日間にわたって開催された。このイベントの為に大西は茶会用の複数の茶道具を創作したが、その中にはラピスラズリを塗って焼き付けた初の茶器が含まれている。この茶会の後、他の茶会も催された。
- 2007　藝大茶会（東京藝術大学：東京）
- 2008-2010　茶会（妙高赤倉温泉：新潟）
- 2010　松園会茶会（根津美術館：東京）